# Dennis Wit
Dennis Wit (Baltimora, 10 febbraio 1951) è un ex calciatore statunitense, di ruolo centrocampista e attaccante.

## Carriera

### Club
Si forma calcisticamente nella rappresentativa della Loyola University Maryland, di cui, nel 1982, è entrato nel famedio sportivo dell'istituto. Nel 1973 è in forza ai Baltimore Bays, squadra dell'American Soccer League. Nella stagione 1973 con la sua squadra, dopo aver vinto il proprio girone, giunge alle semifinali dei play-off, perdendole contro i futuri campioni del New York Apollo.
Nel 1974 viene ingaggiato dalla franchigia della North American Soccer League dei Baltimore Comets, con cui raggiunge i quarti di finale della NASL 1974. La stagione seguente è chiusa invece al quinto ed ultimo posto della Eastern Division.
Nella stagione 1976 segue i Comets nel loro trasferimento in California, ove divennero i San Diego Jaws. Nel corso del torneo passa ai T.B. Rowdies, con cui raggiunge le Conference Championships, perse contro i futuri campioni del Toronto Metros-Croatia.
La stagione seguente con i Rowdies Wit raggiunge i turni di spareggio, persi con i futuri campioni del N.Y. Cosmos.
Nel 1978 passa ai N.E. Tea Men, militandovi per tre stagioni, ottenendo come miglior piazzamento il raggiungimento degli ottavi di finale nei tornei 1978 e 1980.
Nella stagione 1981 segue i Tea Men nel loro trasferimento a Jacksonville, ove divennero i Jacksonville Tea Men. Militerà nella squadra sino al 1982, ottenendo come miglior risultato il raggiungimento dei quarti di finale, persi contro i San Diego Sockers.

### Nazionale
Wit ha giocato quattro incontri con la nazionale di calcio degli Stati Uniti d'America nel 1975, oltre un amichevole non ufficiale contro l'URSS.

## Statistiche

### Cronologia presenze e reti in Nazionale
| Cronologia completa delle presenze e delle reti in nazionale ― Stati Uniti | Cronologia completa delle presenze e delle reti in nazionale ― Stati Uniti | Cronologia completa delle presenze e delle reti in nazionale ― Stati Uniti | Cronologia completa delle presenze e delle reti in nazionale ― Stati Uniti | Cronologia completa delle presenze e delle reti in nazionale ― Stati Uniti | Cronologia completa delle presenze e delle reti in nazionale ― Stati Uniti | Cronologia completa delle presenze e delle reti in nazionale ― Stati Uniti | Cronologia completa delle presenze e delle reti in nazionale ― Stati Uniti |
| Data                                                                       | Città                                                                      | In casa                                                                    | Risultato                                                                  | Ospiti                                                                     | Competizione                                                               | Reti                                                                       | Note                                                                       |
| -------------------------------------------------------------------------- | -------------------------------------------------------------------------- | -------------------------------------------------------------------------- | -------------------------------------------------------------------------- | -------------------------------------------------------------------------- | -------------------------------------------------------------------------- | -------------------------------------------------------------------------- | -------------------------------------------------------------------------- |
| 3-10-1976                                                                  | Los Angeles                                                                | Stati Uniti                                                                | 0 – 0                                                                      | Messico                                                                    | Qual. Mondiali 1978                                                        | -                                                                          |                                                                            |
| 15-10-1976                                                                 | Puebla de Zaragoza                                                         | Messico                                                                    | 3 – 0                                                                      | Stati Uniti                                                                | Qual. Mondiali 1978                                                        | -                                                                          | 69’                                                                        |
| 10-11-1976                                                                 | Port-au-Prince                                                             | Haiti                                                                      | 0 – 0                                                                      | Stati Uniti                                                                | Amichevole                                                                 | -                                                                          |                                                                            |
| Totale                                                                     |                                                                            | Presenze                                                                   | 3                                                                          |                                                                            | Reti                                                                       | 0                                                                          |                                                                            |